# Нурдамучаш
Нурдамуча́ш (рос. Нурдамучаш, марій. Нурдамучаш) — присілок у складі Звениговського району Марій Ел, Росія. Входить до складу Кужмарського сільського поселення.

## Населення
Населення — 101 особа (2010; 127 у 2002).
Національний склад (станом на 2002 рік):
- марі — 100 %